# Emanuel Tuschner
Emanuel Tuschner (24. prosince 1828 Plzeň – 1. května 1882 Vídeň) byl český politik, v 60. a 70. letech 19. století poslanec Českého zemského sněmu a Říšské rady, starosta Plzně.

## Biografie
Narodil se do rodiny soukenického mistra Josefa Tuschnera a jeho manželky Josefy, rozené Kautecké. Profesí byl obchodníkem.
V 60. letech 19. století se zapojil do zemské a celostátní politiky. V zemských volbách v Čechách v lednu 1867 byl zvolen na Český zemský sněm v městské kurii (obvod Plzeň). Mandát obhájil v tomto obvodu i v krátce poté konaných zemských volbách v březnu 1867.
V srpnu 1868 patřil mezi 81 signatářů státoprávní deklarace českých poslanců, v níž česká politická reprezentace odmítla centralistické směřování státu a hájila české státní právo. Čeští poslanci tehdy na protest proti ústavnímu směřování státu praktikovali politiku pasivní rezistence, kdy bojkotovali práci zemského sněmu, byli za neomluvenou absenci zbavováni mandátů a pak opětovně manifestačně voleni. Tuschner byl takto byl zbaven mandátu pro absenci v září 1868. Uspěl i v řádných zemských volbách roku 1870 a zemských volbách roku 1872. V doplňovacích volbách roku 1873 již byl za tento volební okrsek do sněmu zvolen Jan Kleissl, Tuschner v nich nekandidoval.
Zasedal i na Říšské radě, kam ho zemský sněm delegoval roku 1871 (celostátní zákonodárný sbor tehdy ještě nebyl volen přímo, ale tvořen delegáty jednotlivých zemských sněmů). Vzhledem k politice pasivní rezistence se ale nedostavil do vídeňského parlamentu, a proto byl jeho mandát 23. února 1872 prohlášen za zaniklý.
V období 10. února 1868 – 26. června 1873 byl purkmistrem Plzně. Za jeho působení v čele samosprávy došlo k výstavbě vodovodu, regulaci Mže a rozsáhlé nové výstavbě. Vznikla vyšší dívčí škola atd. Jeho starostování skončilo skandálem. Kupoval totiž nemovitosti kryté směnkami, městský rozpočet se dostal do schodku a v roce 1873 rezignoval na post purkmistra. Byl dočasně ve vyšetřovací vazbě, soud jej ovšem následně uznal za nevinného. Přesídlil do Vídně, kde působil jako úředník banky Slavie. Ve Vídni zemřel v květnu 1882.